# 內惟黃正公祠
內惟龍聖宮舊名黃正公祠，是位於高雄市鼓山區的廟宇，以前的雙頭塭堵 旁，舊址在現在高雄市鼓山區迪化街90號西邊街口的路燈下。是地方上塭堵的守護神。屬於個人靈骨遺骸的祭祀祠，古時候的埤塘易於發生意外也同時因為取水灌溉及養殖的作用，往往都會在週遭附近附帶一個屬於埤塘信仰之圖騰記號或神祠。

## 雙頭塭
位於鼓山區的平和里一帶，當年引內圍埤之水養殖，亦兼灌溉之用，曾建雙頭之水閘一座名曰「雙頭塭堵」，供調節水量之用，水閘附近地區的埤潭乃以雙頭塭名之，現已不復存在。

## 歷史
根據建廟碑記載，相傳在前清年間，壽山山麓，土名龍園頭，妖氣熾盛，村民無不恐懼戒慎。有一李姓道士，從龍園頭出發，途中步行時感到似乎不適，但仍勉力而行，走到雙頭塭堵一帶時忽見綠竹倒下，甚為驚恐，於是昏迷不醒人事，在昏迷之中，朦朧聽到彷彿有人斥責曰：「吾為黃正，此乃吾境，不可傷之！」爾後道士甦醒，四處尋覓，在一週之後發現一骷髏頭骨，知其顯靈，解救其性命，於是就近建一小塔以供奉，村民不知神尊之名稱，皆以「頭骨神」尊稱之。嗣後村民經由民間習俗擲筊方式查悉，此頭骨乃威武顯赫，正氣浩然之黃正公生前之靈骨，於是乎闔境競相奉祀，以其靈異無比，有求必應，區區小廟，有靈則名，香火鼎盛，迄茲百餘年，從未稍衰。至今其靈骨依然奉在廟中。從碑文落成時間往回推算，此廟初次奉塔時間應該就在西元1880年代，也就是清朝要割讓台灣前的十餘年間。
早期小祠位在農田圳溝旁的鐵條工廠圍牆內，面向工廠，後來因為配合都市計畫將九如國小校區規劃行人道，向東北遷移（約50公尺）到現址。
據地方上的工作人員描述，此廟雖然面積不大，但是算是附近正德里與平和里間最早的奉祀廟宇，也就是舊時雙頭塭堵的首間廟祠；黃正公現尊稱「元帥爺公」，聖誕為農曆四月十四日。

## 供奉神祇
- 黃正公（主祀）
- 福德正神
- 濟公活佛